# Aphidoletes thompsoni
Aphidoletes thompsoni es una especie de mosca del género Aphidoletes, de la familia Cecidomyiidae, orden Diptera.

## Distribución
Se distribuye por Europa: Suiza y Checoslovaquia. Introducida en Canadá y los Estados Unidos.

## Taxonomía
Fue descrita por Mohn en 1954.